# 福岡県道239号木井馬場犀川停車場線
福岡県道239号木井馬場犀川停車場線（ふくおかけんどう239ごう きいばばさいがわていしゃじょうせん）は、福岡県京都郡みやこ町を通る一般県道である。

## 概要
京都郡みやこ町犀川木井馬場から京都郡みやこ町犀川本庄に至る。
国道496号から犀川地区の中心部を通り、平成筑豊鉄道田川線 犀川駅でつきあたりとなる。

### 路線データ
- 起点：福岡県京都郡みやこ町犀川木井馬場（国道496号交点）
- 終点：福岡県京都郡みやこ町犀川本庄（平成筑豊鉄道田川線 犀川駅出入口付近、福岡県道201号犀川豊津線起点、福岡県道204号田川犀川線交点）

## 路線状況

### 重複区間
- 京築広域農道（京都郡みやこ町犀川本庄 - 京都郡みやこ町犀川本庄・下本庄交差点）

## 地理

### 通過する自治体
- 京都郡みやこ町

### 交差する道路
| 交差する道路                                                           | 交差する場所 | 交差する場所 |
| ---------------------------------------------------------------------- | ------------ | ------------ |
| 国道496号                                                              | 犀川木井馬場 | 起点         |
| 京築広域農道 / 京築アグリライン 重複区間起点                           | 犀川本庄     |              |
| 福岡県道240号下深野犀川線 京築広域農道 / 京築アグリライン 重複区間終点 | 犀川本庄     | 下本庄交差点 |
| 福岡県道201号犀川豊津線 福岡県道204号田川犀川線                        | 犀川本庄     | 終点         |

### 沿線
- 松龍寺
- みやこ町役場 犀川支所（旧犀川町役場）
- みやこ町立犀川中学校
- みやこ町立犀川小学校
- 平成筑豊鉄道田川線 犀川駅